# Mihalkovo, Smolean
Mihalkovo (în bulgară Михалково) este un sat în comuna Devin, regiunea Smolean,  Bulgaria. 

## Demografie
Componența etnică a satului Mihalkovo
     Bulgari (94,77%)
     Nicio identificare (5,22%)
     Altele (0%)
La recensământul din 2011, populația satului Mihalkovo era de 306 locuitori. Din punct de vedere etnic, majoritatea locuitorilor (94,77%) erau bulgari. Pentru 5,22% din locuitori nu este cunoscută apartenența etnică.